# Anton Beraber
Anton Beraber est un écrivain français né en 1987. Son premier roman, La Grande Idée, publié en 2018, a reçu plusieurs récompenses.

## Biographie
Il naît en France en 1987. En 2018, il vit en Egypte, au Caire. En 2022, il vit en Lettonie,.
La Grande Idée, son premier roman, publié en 2018, a reçu le prix Valéry-Larbaud, et le prix Transfuge du Meilleur premier roman. Il remporte également, en 2018, le prix « Envoyé par la poste ».

## Style
Selon Libération, Anton Beraber construit certaines de ses phrases avec des « agencements surprenants » qui font la singularité de son style.
D'après Le Nouvel Obs, son premier roman La Grande Idée possède un souffle et une « écriture au lyrisme assumé ». La Croix estime que ce premier roman est très « littéraire ».
Le Monde remarque son second roman, Signes d’un fléchissement à la troisième semaine du Jeûne, pour son « verbe ».
Commentant son roman Brave d'après, La Croix estime qu'il se caractérise plus par sa « forme, littéraire au possible », que par son fond, et qu'Anton Beraber a une identité d'écrivain grâce à « une langue, un style, un regard, une musique, un rythme », et que son roman possède une « poésie souterraine ». Le Matricule des anges commente ce même roman en affirmant que « comme chez Céline, Cingria ou Michon la grande affaire de l’écrivain reste la phrase », autrement dit qu'Anton Beraber travaille assidument son style, sa « langue ». Pour Le Monde, l’« absence délibérée de ponctuation donne l’impression déroutante d’avancer à tâtons tout en faisant affleurer des fragments de poésie ».

## Œuvres
- La Grande Idée, roman, Gallimard, 2018
- Vie de Rosine Le Bohec, nouvelle, Le Chemin / Gallimard, 2020
- Signes d'un fléchissement à la troisième semaine du jeûne, notes, Gallimard, 2021
- Braves d'après, roman, Gallimard, 2022
- Celles d'Hébert, roman, L'Atteinte, 2022